# قائمة حلقات الفتاكون °360
يعرّفكم المغامر ستيف باكشال على أدق تفاصيل عالم الحيوانات وخفاياه من خلال استخدام أحدث أجهزة التكنولوجيا التفاعلية. كما يعرض لقطات مذهلة للمطاردات ويكشف عن تفاصيل شيقة لكيفية صيد الحيوانات المفترسة وأساليب الدفاع المدهشة التي تتمتع بها الفريسة.

## الحلقات
| رقم الحلقة | عنوان الحلقة                | تاريخ العرض الأصلي            |
| --- | --------------------------- | ----------------------------- |
| 01 | «الطيور الجارحة»            | الثلاثاء 25 ذو القعدة 1434 هـ |
| في حلقة اليوم تتواجه ثلاثة من أكثر الحيوانات المفترسة ضراوة مع طرائدها، وسيختبر ستيف باكشال أساليبها في الصيد...والهروب...وبأدقّ التفاصيل، ليكتشف أسباب نجاح عمليات الصيد وأسباب فشلها. سنرى في صفّ الهجوم اليوم أسرع حيوان في العالم ألا وهو الشاهين الذي سنراه يطارد فريسته الحمامة. وسنرى الطائر الجارح الثاني المتواجد في قفص المنافسة ألا وهو النسر الذهبي. يُظهر النسر الذهبي رشاقة عالية خلال مسار الاصطدام بطريدته المتمثّلة في الأرنب السريع. وأخيراً سنتعرف على العقاب النساري الذي سيكون في مواجهة... السمكة المفلطحة.                    |                             |                               |
| 02 | «الكلاب البرية»             | الأربعاء 26 ذو القعدة 1434 هـ |
| في حلقة اليوم تتواجه ثلاثة من أكثر الحيوانات المفترسة ضراوة مع طرائدها، وسيختبر ستيف باكشال أساليبها في الصيد...والهروب...وبأدقّ التفاصيل، ليكتشف أسباب نجاح عمليات الصيد وأسباب فشلها. وسنتعرّف اليوم على الكلاب البرية، إذ سنرى كيف تستعمل الذئاب الرمادية ذكاءها كي تصطاد طريدة تفوقها وزناً بعشر مرّات. كما سنراقب من فوق عملية صيد تقوم بها مجموعة من أفضل الحيوانات الإفريقية الصيّادة... الكلاب البّرية. كما سنشهد الهجوم الصاعق للذئب الحبشي الغامض.                                                                                          |                             |                               |
| 03 | «أسماك القرش والرّعاد»       | الخميس 27 ذو القعدة 1434 هـ   |
| في حلقة اليوم تتواجه ثلاثة من أكثر الحيوانات المفترسة ضراوة مع طرائدها، وسيختبر ستيف باكشال أساليبها في الصيد...والهروب...وبأدقّ التفاصيل، ليكتشف أسباب نجاح عمليات الصيد وأسباب فشلها. سنتعرّف اليوم على أسماك القرش والرّعاد، سنتعرّف معاً على القوة الهائلة والقضمة الخطيرة لأكبر أسماك القرش في العالم. إنّه القرش الأبيض الكبير. كما سنغوص في أعماق البحار للكشف عن المهارات الرائعة لسمكة الرّعاد الغامضة. كما سنرى قرش النمر المفترس الذي يمتلك فكّين مخيفين.                                                                                    |                             |                               |
| 04 | «العناكب والدبابير»         | الأحد 01 ذو الحجّة 1434 هـ     |
| في حلقة اليوم تتواجه ثلاثة من أكثر الحيوانات المفترسة ضراوة مع طرائدها، وسيختبر ستيف باكشال أساليبها في الصيد...والهروب...وبأدقّ التفاصيل، ليكتشف أسباب نجاح عمليات الصيد وأسباب فشلها. وسنتعرّف اليوم على العناكب والدبابير. كما سنشاهد الكمين الذي تنصبه عنكبوت ومن خلال التخفّي فإن نمل الكثبان الغافل قد ينتهي به الأمر كوجبة سهلة في الصحراء. سنرى بعد ذلك ما قد يكون أكبر دبور في العالم والذي يُشكّل رعباً لكل من يراه: إنّه الدبّور الياباني الضخم. ومن ثم سنرى دبور العنكبوت الأسود والذي تستعمل أنثاه لسعتها لجعل العنبكوت مصدر غذاء لصغارها. |                             |                               |
| 05 | «التماسيح»                  | الاثنين 02 ذو الحجّة 1434 هـ   |
| سنتعرّف اليوم على التماسيح سنرى في صفّ الهجوم اليوم تمساح النيل إنّه صيّاد مدرّع مختّص في الكمائن. كما سنشاهد تمساح (كايمان)... مختصّ في صيد الأسماك من جنوب أمريكا. ومن مياه أستراليا، سنتعرّف على أكبر تماسيح العالم... تمساح المياه المالحة... وهو زاحف لا يخشى القفز على طريدته ثلاثة تماسيح تتبّع ثلاثة أساليب صيد مختلفة ولكنها جميعاً خطيرة. |                             |                               |
| 06 | «الدببة»                    | الثلاثاء 03 ذو الحجّة 1434 هـ  |
| سنتعرّف اليوم على الدببة، تضمّ عائلة الدببة أكبر الحيوانات اللاحمة على وجه الأرض، لذا فإنّ أنواع الدببة الثلاثة هذه تتمتّع بقوّة هائلة. سنتوّجه أولاً إلى ألاسكا موطن أشهر دبّ بُنّي على الإطلاق... الدب الرمادي. ومن ثمّ سننتقل إلى الغابات الهندية لنتعرّف على الدبّ الكسلان الذي يصطاد ليلاً. وسننتهي مع أكبر حيوان لاحم إنه المفترس الأخطر في المناطق القطبية... الدبّ القطبي. |                             |                               |
| 07 | «الحيتان والدلافين»         | الأربعاء 04 ذو الحجّة 1434 هـ  |
| سنتعرّف اليوم على الحيتان والدلافين، سنرى في صفّ الهجوم الحوت الخطير، مخلوق يتميّز بالجلد والقدرة على التحمّل وبقوّته الهائلة. كما سنتعرّف على الحوت الأحدب، وهو مخلوق ضخم يصطاد كميّات كبيرة. أمّا في مياه إفريقية الشرقية فسنتعرّف على الدلفين الذي يستعمل الأصداء لرصد فريسته. ثلاثة مخلوقات مفترسة تتبّع ثلاثة أساليب صيد مختلفة ولكنها جميعاً خطيرة. |                             |                               |
| 08 | «مخلوقات طائرة خطيرة»       | الخميس 05 ذو الحجّة 1434 هـ    |
| وسنتعرّف اليوم على مخلوقات طائرة خطيرة. سنرى في صفّ الهجوم أسرع حشرة طائرة في العالم... اليعسوب الإمبراطوري الأزرق، إنّه مخلوق سريع جدّاً. كما سنتعرّف على خفّاش دوبنتون، وهو صيّاد ليلي يستطيع رصد فريسته في ظلام الليل. سنرى أيضاً كيف يستعمل العَوسَق بصره الحادّ كي يصطاد طريدته. |                             |                               |
| 09 | «الأفاعي»                   | الأحد 08 ذو الحجّة 1434 هـ     |
| سنتعرف في حلقة اليوم على الأفاعي. سنرى في صفّ الهجوم واحدة من أكبر أفاعي العالم المعروفة بقوّتها الطاحنة للعظام... إنّها أصلة الصخور الإفريقية. كما سنكشف أسلوب أفعى الرمال الشريطية المتميّز الذي تتّبعه لصيد طرائدها. وسنشاهد أيضاً الأفعى النفاثة السامة. |                             |                               |
| 10 | «الحيوانات الصيادة الشجرية» | الاثنين 09 ذو الحجّة 1434 هـ   |
| سنتعرف اليوم على المخلوقات الصيادة الشجرية، سنرى في صفّ الهجوم ثلاثة مخلوقات مفترسة تخاطر للحصول على الغذاء في محيطها. سنبدأ مع النمر البارع صاحب مهارات الصيد الليلية والصيّاد القاتل. كما سنكشف أسلوب الفوسا وهو مخلوق غامض من مدغشقر. أمّا في أفريقيا فسنتتبّع قرود الشمبانزي التي تستعمل الجهد الجماعي لصيد طرائدها. |                             |                               |
| 11 | «السحالي»                   | الثلاثاء 10 ذو الحجّة 1434 هـ  |
| سنرى في صف الهجوم اليوم أكبر سحلية في العالم التي تستطيع صيد طريدة أكبر منها بعشر مرّات إنّه تنين الكومودو. وسنتعرّف أيضًا على الحرباء، تلك السحلية الصيّادة التي تعيش في الأشجار والمزوّدة بأسلحة متنوّعة. ثم سنذهب أخيرًا إلى مدينة من مدن تايلاند لنرى أبو بريص توكاي متسلق ماهر يتميز بأقدام لاصقة. |                             |                               |
| 12 | «الأرسقدميات»               | الأربعاء 11 ذو الحجّة 1434 هـ  |
| وسنتعرّف اليوم على الرأسقدميات، سنرى في هذه الحلقة هجوماً منظّماً تُنفذّه المئات من حيوان الحبّار العملاق. وسنعرف لماذا تُعد سمكة الصبيدج المفلطحة بارعة في التخفّي. وأخيراً سنكتشف الخطورة التي يُخفيها الأخطبوط تحت أذرعه. |                             |                               |
| 13 | «الهررة»                    | الخميس 12 ذو الحجّة 1434 هـ    |
| سنتعرّف اليوم على السنّوريّات الكبيرة. سنرى في صفّ الهجوم أسرع حيوان أرضي... إنّه الفهد إنّه مخلوق سريع يعيش حياة سريعة. سنُشاهد أيضاً زمرًا من اللبؤات إنّها خبيرة في الصيد الجماعي ولا تخاف مهاجمة طريدة تفوقها حجماً بمرّتين. وسنرى الببر المخيف في غابات الهند الذي يستعمل التسلّل للحصول من طرائده. |                             |                               |

### وصلات داخلية
- الفتاكون °360
- الفتاكون 60
- تلفزيون ج

### وصلات خارجية
- الموقع الرسمي للبرنامج